# Dienes György (mérnök)
Dienes György (ifj.) (Budapest, 1977. június 28.), magyar mérnök.

## Életrajz
7 éves korától, 12 éven át a Ferencvárosi Torna Club jégkorong játékosa, többszörös Magyar válogatott serdülő és ifjúsági korosztályban.
A Bajai Műszaki Főiskola Építőmérnöki Karán Vízépítés szakirányon 2002 –ben végzett. Magyarországon elsők között publikált az esővíz-hasznosítás fontosságáról, jelentőségéről. Szakmai írásai többek között megjelentek az Építés – Szerelés (2006/7), Műszaki Szemle Technika (2007/9), Vízellátás, Csatornázás (2004; 2008; 2009), Szép Kertek (2008/2,3,4), szakmai kiadványokban. Meghívott előadóként részt vett a debreceni EnergoExpo szakmai konferencián is és számos vízgazdálkodási, épületgépészeti szakmai rendezvényeken. 2005 –óta tagja a németországi (FBR: Fachvereinigung Betriebs- und Regenwassernutzung) Üzemi- és Esővíz-hasznosítási Szövetségnek. Az esővíz hasznosítása c. könyv (Cser Kiadó, Budapest, 2008.)  szakmai lektora.

## Végzettség
- Bajai Műszaki Főiskola Építőmérnöki Karán Vízépítés szakirány
- Wageningen University, Hollandia – Water Managment szakirány, 6 hónapos ösztöndíj

## Publikációk
- Építés – Szerelés (2006/7)
- Műszaki Szemle Technika (2007/9)
- Vízellátás, Csatornázás (2004; 2008; 2009)
- Szép Kertek (2008/2,3,4)
- Az esővíz hasznosítása c. könyv (Cser Kiadó, Budapest, 2008.)szakmai lektora

## Konferenciák / Előadások
- EnergoExpo Szakmai Konferencia, Debrecen, 2007. szeptember 27. – Vízenergia/Vízgazdálkodás
- Magyarok Országos Gyűlése, Kunszentmiklós, 2009. augusztus 23. – Környezetvédelmi Tagozat